# Carneodon simplex
Carneodon simplex är en skalbaggsart som beskrevs av Phillip B. Carne 1957. Carneodon simplex ingår i släktet Carneodon och familjen Dynastidae. Inga underarter finns listade.